# Петишка, Мартин

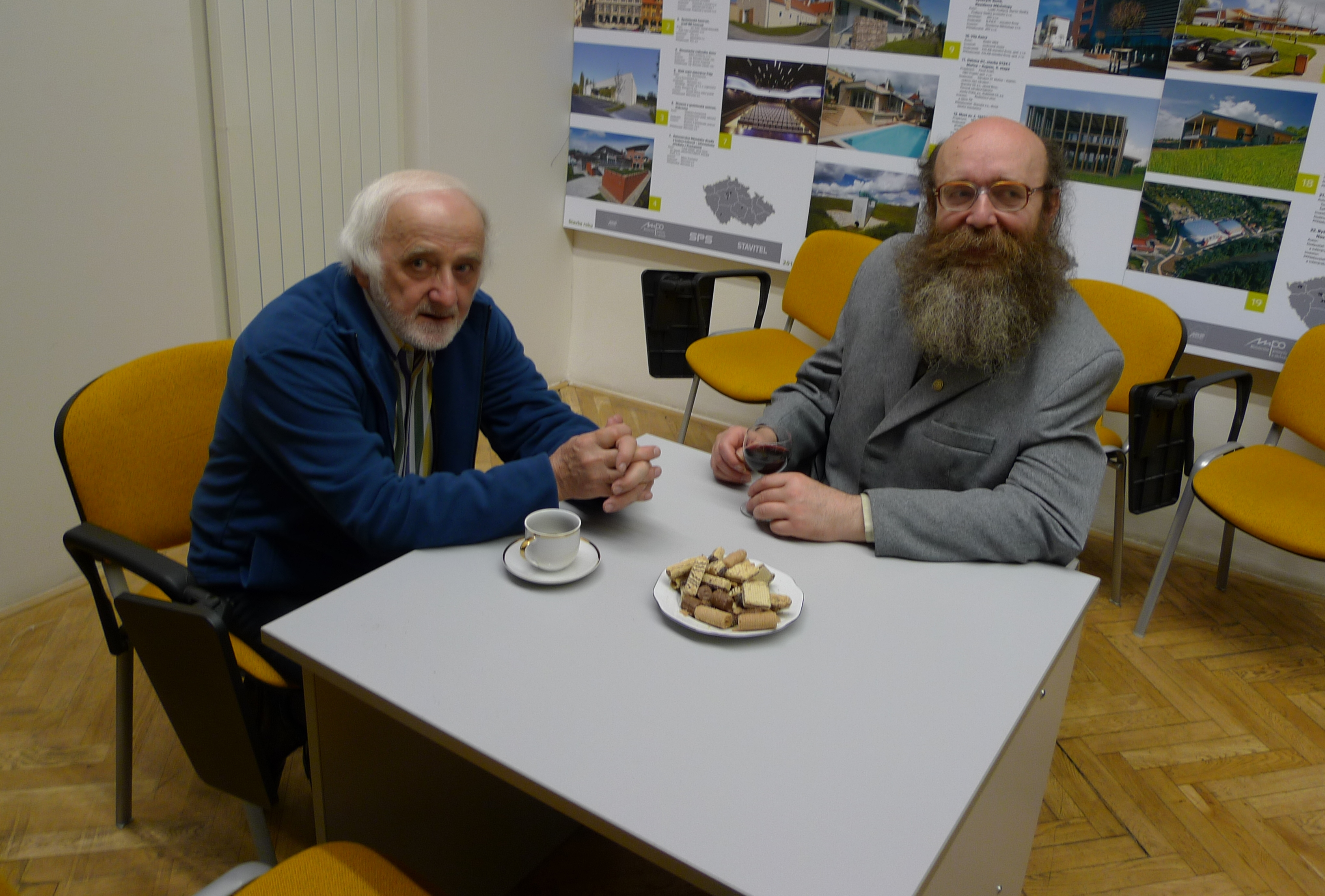
Мартин Петишка и Карел Вильгус (Karel Vilgus). Май 2011 года.

Мартин Петишка (чеш. Martin Petiška, псевдонимы: Эдуард Мартин, Эдуард П. Мартин, Мартин П. Эдвардс; 27 марта 1951, Прага, ЧССР) — чешский поэт, прозаик, драматург и издатель.

## Жизнеописание
Мартин Петишка — сын писателя Эдуарда Петишки.
В 1969 году окончил среднюю школу в Брандис-над-Лабем-Стара-Болеславе. Ещё с детства Мартин мог наблюдать таких отцовских приятелей, как писатели Йиржи Коларж, Богумил Грабал, Франтишек Грубин, Ярослав Сейферт, Йиржи Шлитр, Ян Гроссман, Эмануэль Фринта, Йозеф Несвадба, и готовиться к литературной деятельности. Изучал сравнительное литературоведение и славянские языки (в частности, русский, болгарский и польский) на философском факультете Университета имени Карла в Праге. Когда из политических соображений кафедру сравнительного литературоведения расформировали, Мартин Петишка перешёл на кафедру истории и теории театра, где тогда преподавали Франтишек Черны, Мирослав Коуржил и Дана Кальводова, и окончил курс обучения в 1976 году, написав дипломную работу «Ф. К. Шальда — теоретик театра».
Ещё в студенческие годы Петишка начал писать драматические произведения («Сыны и дочери», «Чёрно-белый вечер», «Три японские пьесы про любовь»), прозу и стихи (сборник «Мой Фауст», 1975). Окончив обучение, писал как театральные пьесы и сценарии («Удивительный случай в удивительной семье»), так и стихотворения («Несожжённые дневники», 1980, «Миф об Омаре», 1987) и прозаические произведения (ряд книг в области фантастики, начатый сборником рассказов «Крупнейший скандал в истории человечества», 1984, под редакцией Иво Железного).
В 1990-х годах стал писать книги другого жанра — например, о Праге, а также о современности (сборник рассказов «Папа, у черта такие же глаза, как у мамы?», контраверсный роман о клонировании Иисуса Христа «Пророк?» с предисловием кардинала Йозефа Шпидлика и роман о большом наводнении «Дождь»). И далее писал стихи, которые выходили в многочисленных сборниках (например, «Сердечные поздравления с „Титаника“».
Помимо литературной деятельности, Мартин Петишка известен благодаря своим связям в дворянских кругах и деятельностью в области генеалогии. Публикует «Альманах чешских дворянских родов» (чеш. Almanachů českých šlechtických rodů) (этот проект он реализовал вместе с Франтишеком Лобковичем) и «Альманах чешских благородных и рыцарских родов» (чеш. Almanachů českých šlechtických a rytířských rodů). С 1996 выпускает в своем издательстве «Мартин» литературу на десяти языках. Переиздаёт произведения своего отца, в частности обработку библейских историй «Предания древнего Израиля». Вышли также воспоминания Виктора Фишлу, который был секретарем Яна Масарика.
Для радио он создал более 600 работ разного жанра — от репортажей до радиоспектаклей для детей («Большой бриллиант» о жизни путешественников Эмиля Голуба и Ченка Пацлта, а также «Облако и меч» о детях Древнего Рима во время катастрофы в Помпеях). Для редакции радио «Свободная Европа» Петишка реализовал 160 задумок. Сотрудничал с чехословацкими телеканалами и киностудиями.
Писатель работал в редакциях журналов «Good News» (был первым главным редактором этого издания Ротари-клуба) и «Prostor». Руководил крупнейшей в Праге частной картинной галереей.
Мартин Петишка преподавал на кафедре истории и теории театра и на кафедре богемистики Карлова университета. Читал лекции в Университете имени Яна Амоса Коменского.

## Произведения

### Поэзия
- Můj Faust (1975) — «Мой Фауст»
- Nespálené deníky (1980) — «Несожжённые дневники»
- Heraldické básně — «Геральдические стихиі»
- Báj o Omarovi — «Миф об Омаре»
- Invocations of Light — «Заклинание света»
- Česká kniha mrtvých — «Чешская книга мёртвых»
- Brandýský poutník — «Брандисский паломник»
- Děkuji (2003) — «Спасибо»
- Cesty ke světlu — «Дороги к свету»
- Srdečné pozdravy z Titanicu — «Сердечные поздравления с „Титаника“»

### Театральные пьесы
- Synové a dcery (1975) — «Сыны и дочери»
- Černobílý večer (1976) — «Чёрно-белый вечер»
- Tři japonské hry o lásce (1978) — «Три японские пьесы про любовь»
- Podivuhodná událost v podivuhodné rodině (1981) — «Удивительный случай в удивительной семье»[6]
- Obrazy z Napoleonova života — «Зарисовки из жизни Наполеона»
- Jeden mladý muž z Jeruzaléma — «Юноша из Иерусалима»
- Královské vteřiny — «Королевские секунды»
- Lásky mocných — «Любовь сильных»
- Já, Charlotta, císařovna mexická — «Я, Шарлотта, мексиканская императрица»

### Радиопьеси
- Veliký diamant — «Большой бриллиант»
- Oblak a meč — «Облако и меч»

### Проза

#### Ангельская пенталогия
- Andělské vteřiny (2005) — «Ангельские мгновения»
- Kniha radosti (2007) — «Книга радости»
- Andělé nás neopouštějí (2008) — «Ангелы нас не покидают»
- Andělské dopisy (2010) — «Ангельские рассказы»
- Schody do ráje (2010) — «Лестница в рай»

#### Ангельская трилогия
- Andělské cesty k nesmrtelnosti (2011) — «Ангельские пути к бессмертию»
- Ježíšek pro mě (2011) — «Иисусик для меня»
- Babičky a andělé (2011) — «Бабушки и ангелы»

#### Пенталогия «Люди с голубой галактики»
- Největší skandál v dějinách lidstva (1984) — «Крупнейший скандал в истории человечества»
- Manžel z Marsu (1986) — «Мужчина с Марса»
- Milenci našich žen (1989) — «Любовники наших женщин»
- Manželka z Venuše (1990) — «Женщина с Венеры»
- Milenky našich robotů (1992) — «Любовницы наших роботов»

#### Трилогия «Любовь в голубой галактике»
- Půjčovna manželek (1988) — «Машина жены»
- Milostné zmatky královny krásy (2001) — «Любовное смятение королевы красоты»
- Co mají vědět ženy, aby byly milovány (2000) — «Что должны знать женщины, чтобы их любили»

#### Сага о профессоре Кесслере
- Vybrané tajemství profesora Kesslera (1989) — «Избранные тайны профессора Кесслера»
- Kniha upírů (1990) — «Книга упырей»
- Andělé a démoni (1997) — «Ангелы и демоны»

#### Трилогия «Мир, полный тайн»
- Přízraky doktora Frankensteina (1990) — «Призраки доктора Франкенштайна»
- Prorok? (2001) — «Пророк?» (роман, с предисловием Томаша Шпидлика)
- Déšť (2002) — «Дождь» (роман)

#### Трилогия о радости
- Přeji z celého srdce — «Желаю от всего сердца»
- Ve dvou jde vše líp — «Вдвоем все идёт лучше»
- Vše nejlepší — «Все лучшее»

#### Пенталогия о вине и совести
- Vraždy a lásky v Hollywoodu — «Преступления и любовь в Голливуде»
- Vraždy a lásky na Tahiti — «Преступления и любовь на Таити»
- Satanův oltář — «Алтарь сатаны»
- Slečna smrt — «Госпожа смерть»
- Sherlock Holmes na cestách (2005) — «Шерлок Холмс на дорогах»

#### Ротарианская пенталогія
- The Art to be Rotarian — «Искусство быть ротарианцем»
- Rotary Paths — «Пути Ротари»
- Rotary Rays — «Лучи Ротари»
- The Shining Circle — «Сияющий круг»
- Rotariánské myšlenky — «Ротарианские мысли»

#### Геральдическая пенталогия
- Heraldické eseje — «Геральдические эссе»
- O starých českých rodech — «О старинных чешских родах»
- Čtyři čeští lvi — «Четыре чешских льва»
- Heraldické aforismy — «Геральдические афоризмы»
- Heraldické věty — «Геральдические предложения»
- Slova o genealogii — «Слово о генеалогии»

#### Познавательные произведения о Праге и Чехии
- Prague — «Прага»
- West Bohemia — «Западная Чехия»
- South Bohemia — «Южная Чехия»
- The Holy Infant of Prague — «Святой ребёнок из Праги»
- Beautiful Stories of Golden Prague — «Чудесные истории Золотой Праги» (вместе с Эдуардом Петишкой)
- Tales Of The Castles Of The Kingdom Of Bohemia — «Сказания о замках Чешского королевства» (вместе с Эдуардом Петишкой)
- Tales Of The Castles Of The Land Of Moravia «Сказания о замках Моравского королевства» (вместе с Эдуардом Петишкой)
- The Guide to Mysterious Prague — «Путеводитель по таинственной Праге»

#### Произведения для детей
- Zlatý ďábel — «Золотой черт»
- Vánoční pohádka — «Рождественская сказка»

#### Вне серий
- Nové tajné případy Sherlocka Holmese (1997) — «Новые таинственные дела Шерлока Холмса»
- Slova do ticha (2004) — «Слова в тишине» (с предисловием Томаша Шпидлика)
- Slova o svítání— «Слова на рассвете»
- Tatínku, má ďábel oči jako maminka? (2008) — «Папа, у черта такие же глаза, как у мамы?»
- Osudy dobrého vojáka Švejka po druhé světové válce — «Приключения бравого солдата Швейка после Второй мировой войны»
- Ďábel lásky Asmodeus — «Черт любви Асмодей»

## Награды и отличия
- Первое место на литературном конкурсе организации AIEP (2007)
- Премия «Ворон» за лучший детективный рассказ года (2007)
- Премия Общества Агаты Кристи (2007)
- Медаль Франца Кафки от Европейского общества Франца Кафки (2007)